# 개신초등학교
개신초등학교는 대한민국 충청북도 청주시에 있는 초등학교다.

## 학교 연혁
- 2002. 03. 01 개신초등학교 개교
- 2002. 09. 01 24학급 편성
- 2004. 02. 28 서경초등학교 분리
- 2004. 03. 01 36학급 편성
- 2010. 03. 01 한국교원대학교 교생실습 협력학교 지정(2010.03.01~2012.02.29)
- 2013. 03. 01 청주교육대학교 교육실습협력학교 지정(2013.03.01~2015.02.28)
- 2014. 03. 01 제7대 박영범 학교장 부임
- 2015. 02. 12 제13회 졸업식
- 2015. 03. 01 49학급 편성(일반학급 48, 특수학급 1)
- 2015. 03. 01 종합학습클리닉 연구학교 지정(2015.03.01~2017.02.28)
- 2016. 03. 01 제8대 방재윤 학교장 부임
- 2017. 03. 01 청주교육대학교 교육실습협력학교 지정(2017.03.01~2019.02.29)
- 2017. 03. 01 SW교육 선도학교 지정(2017.03.01~2017.12.31)
- 2018. 02. 12 제16회 졸업식
- 2018. 03. 01 41학급 편성(일반학급 40, 특수학급1)
- 2018. 03. 01 SW교육 선도학교 지정(2018.03.01~2018.12.31)
- 2020. 03. 01 제9대 류봉순 학교장 부임